# Poltava
Pour les articles homonymes, voir Poltava (homonymie).
Poltava (Полтава en ukrainien, Połtawa en polonais) est une ville d'Ukraine et la capitale administrative de l'oblast de Poltava. Sa population s'élevait à 287 135 habitants en 2024 .
Le nom français étant une transcription, on trouve souvent d'autres graphies comme Pultawa ou Pultava,.

## Géographie
Poltava se trouve à la confluence des rivières Vorskla et Kolomak, en rive gauche du fleuve Dniepr. Elle se trouve à 304 km au sud-est de Kyïv, et à 129 km à l'ouest-sud-ouest de la ville de Kharkiv.

### Transport
- La ville possède plusieurs gares ferroviaires : gare de Poltava, gare de Poltava-sud.
- On y trouve un aéroport, une base aérienne.
- Les autoroutes qui desservent la ville sont les M03, M22, H12, E40 et E584.
- Il y a également quatre gares routières.

## Histoire
La date de la fondation de la ville est inconnue à ce jour. Des vestiges datant du paléolithique y ont été découverts, ainsi que des traces d'occupation scythe. Le nom actuel de la ville est traditionnellement lié à celui du village de Ltava mentionné dans la Chronique d'Ipatiev.
La ville dépend de la Lituanie du XIVe siècle jusqu'en 1569, date à laquelle elle passe sous contrôle polonais. En 1667, elle est incorporée à l'Empire russe.

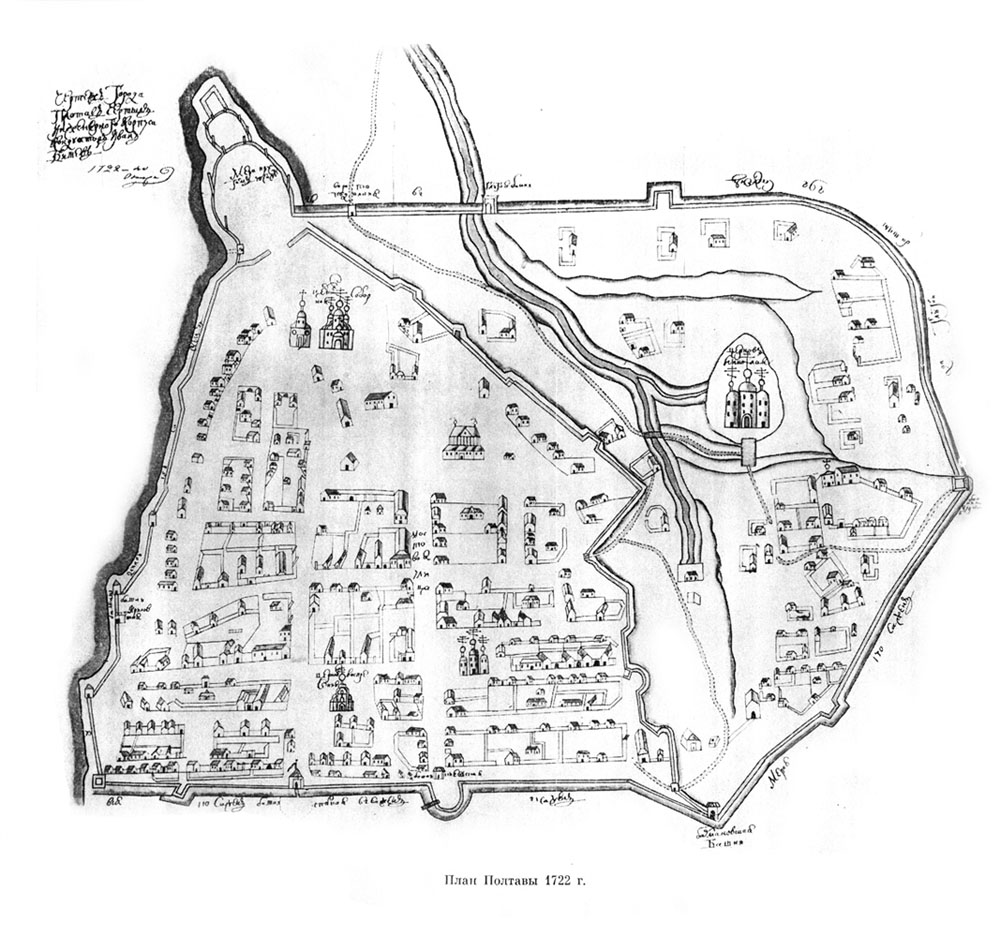
Fortification de 1722.

Le 8 juillet 1709, la bataille de Poltava y oppose l'armée suédoise de Charles XII de Suède, forte de 19 000 hommes, à une armée russe de 49 000 hommes emmenée par le tsar Pierre le Grand. Les Russes obtiennent une victoire écrasante, qui constitue un tournant dans la Grande guerre du Nord et marque la fin des ambitions suédoises en Russie et, plus largement, le déclin de la Suède en tant que grande puissance. Constituant la plus grande victoire militaire de Pierre le Grand, elle scelle l'arrivée de la Russie sur le devant de la scène européenne.
L'expression « être comme un Suédois à Poltava » est passée dans le langage local, signifiant « totalement sans défense ».
De 1802 à 1925, Poltava est le chef-lieu du gouvernement de Poltava, une subdivision de la Russie impériale. Depuis 1937, elle est la capitale administrative de l'oblast de Poltava.
Pendant la Seconde Guerre mondiale, Poltava fut occupée par l'Allemagne nazie du 18 septembre 1941 au 22 septembre 1943. Pendant l'occupation, Hitler vint à Poltava le 3 juin 1942 pour y rencontrer les chefs du Groupe d'armées Sud.
En 1939, la communauté juive comptait 12 860 personnes, soit 9,9 % de la population. De nombreux Juifs réussirent à quitter Poltava avant l'arrivée des troupes allemandes. Les autres, au nombre d'environ 5 000, furent contraints aux travaux forcés et subirent des exécutions de masse, en septembre, octobre et novembre 1941. Après la reprise de la ville par l'Armée rouge, Staline accepta qu'un aérodrome de Poltava soit utilisé pour des missions navettes par l'USAAF et la Royal Air Force, dans le cadre de l'opération Frantic, qui devait permettre le bombardement d'objectifs situés en Europe orientale. L'aérodrome de Poltava — ainsi que deux autres situés à Myrhorod et Pyriatyn — fut utilisé par les aviations américaine et britannique de juin à septembre 1944, jusqu'à l'abandon de l'opération Frantic, dont les résultats furent amoindris par les vetos de Staline.

## Population
Recensements (*) ou estimations de la population :
| 1866   | 1873   | 1897*  | 1911   | 1923*  | 1926*  | 1939*   | 1956    |
| ------ | ------ | ------ | ------ | ------ | ------ | ------- | ------- |
| 31 000 | 34 000 | 53 703 | 62 300 | 84 580 | 89 391 | 128 456 | 129 000 |

| 1959*   | 1970*   | 1979*   | 1989*   | 1995    | 2001*   | 2011    | 2012    |
| ------- | ------- | ------- | ------- | ------- | ------- | ------- | ------- |
| 143 097 | 219 873 | 278 931 | 314 740 | 324 000 | 317 998 | 298 871 | 297 589 |

| 2013    | 2014    | 2015    | 2016    | 2017    | 2018    | 2019    | 2024    |
| ------- | ------- | ------- | ------- | ------- | ------- | ------- | ------- |
| 296 760 | 295 950 | 294 962 | 294 020 | 291 963 | 289 544 | 288 324 | 287 135 |

### Structure par âge
0-14 ans : 13,1 %  (hommes 19,719 – femmes 17,997)
15-64 ans : 71,5 %  (hommes 97,667 – femmes 107,547)
65 ans et plus : 15,4 %  (hommes 14,992 – femmes 29,077) (2016 officiel)

## Culture

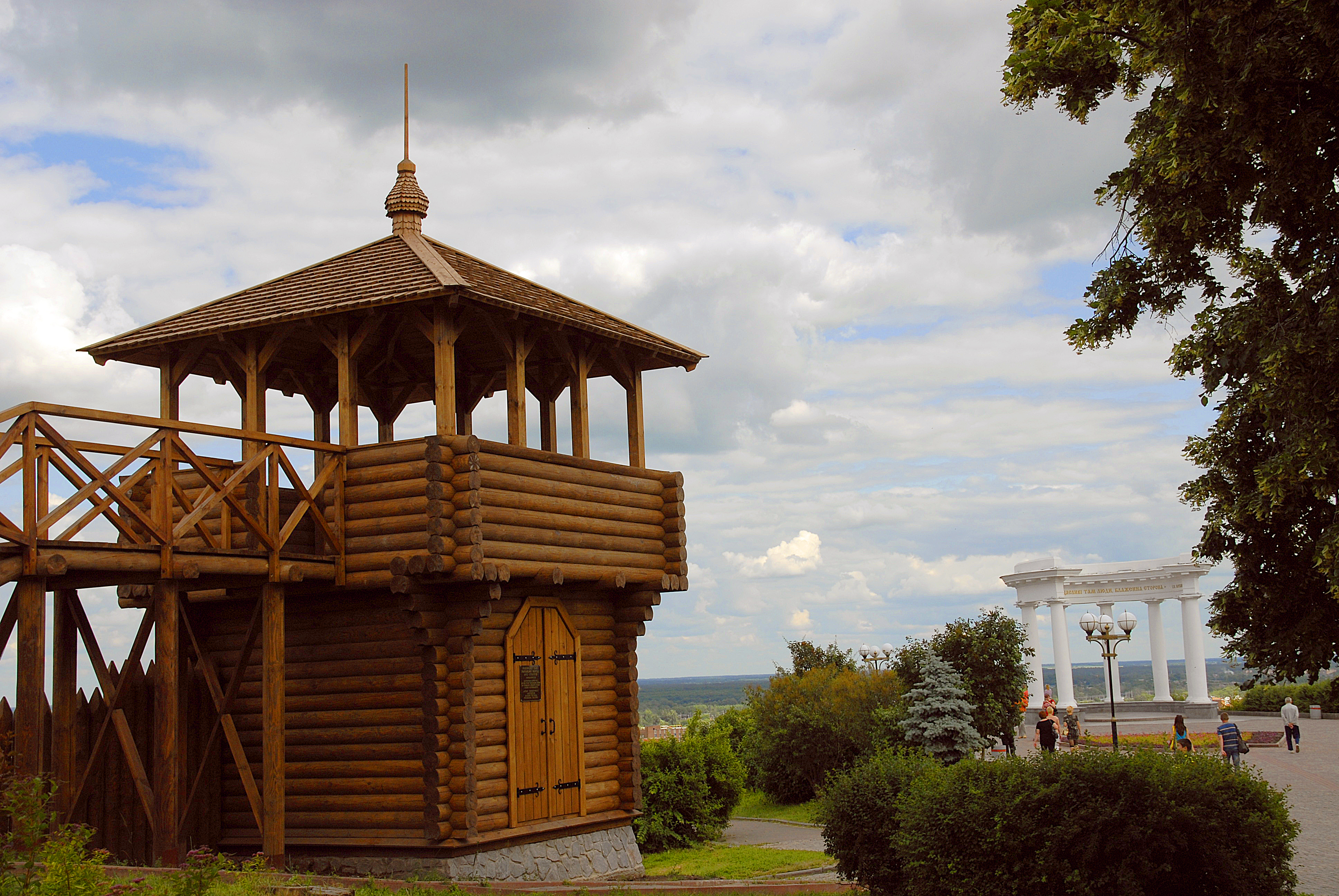
Campement Scythes de Poltava classé et la rotonde à l'amitié entre les peuples de Poltava.

- L'université de commerce et d'économie de Poltava.
- L'université nationale pédagogique Korolenko.
- L'université technique d'État de Poltava.
- Le Musée de l'aviation stratégique de Poltava.
- Le musée d'art de Poltava.

## Galerie d'images

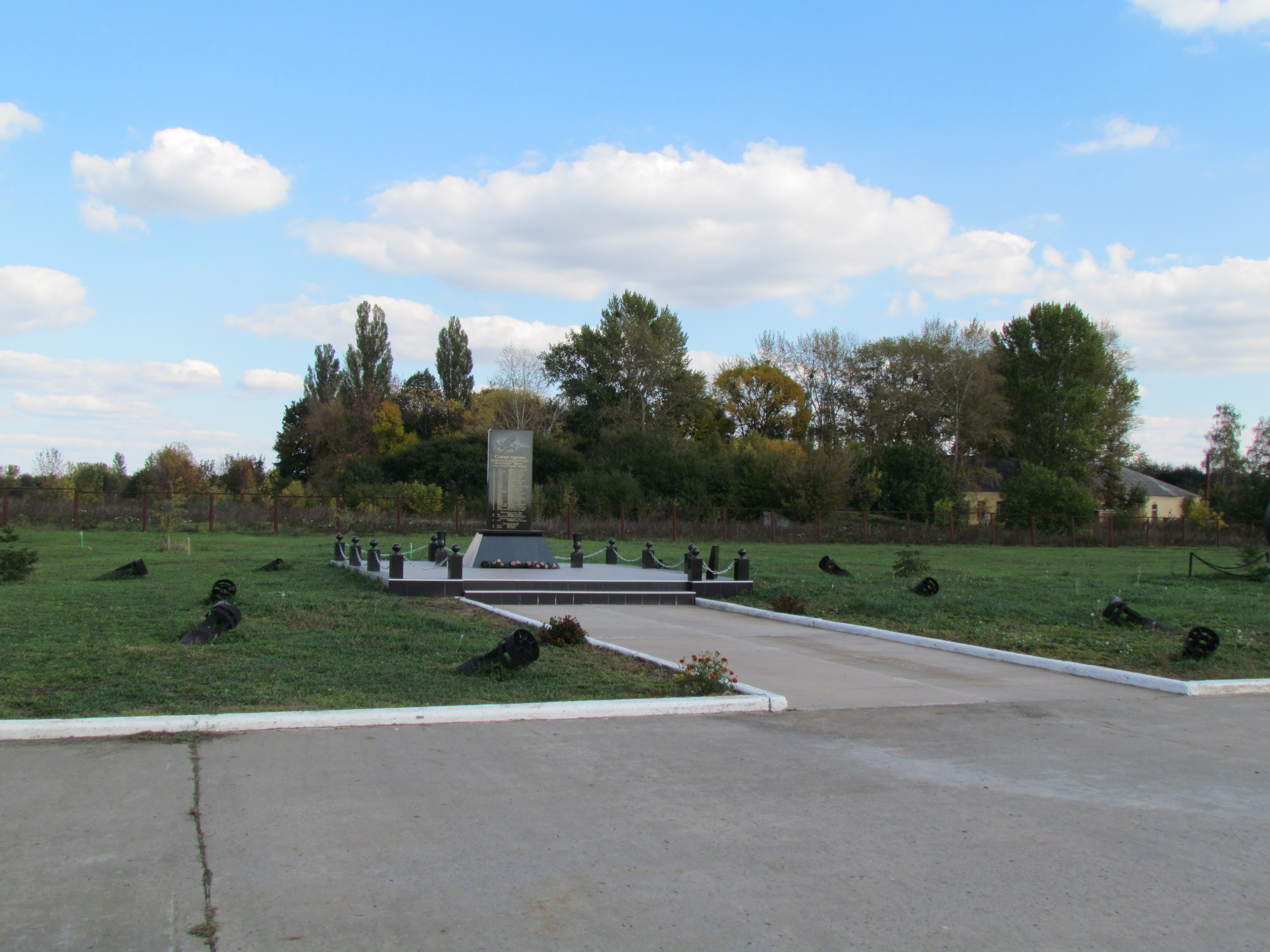
Mémorial à l'Opération Frantic sur la base aérienne.
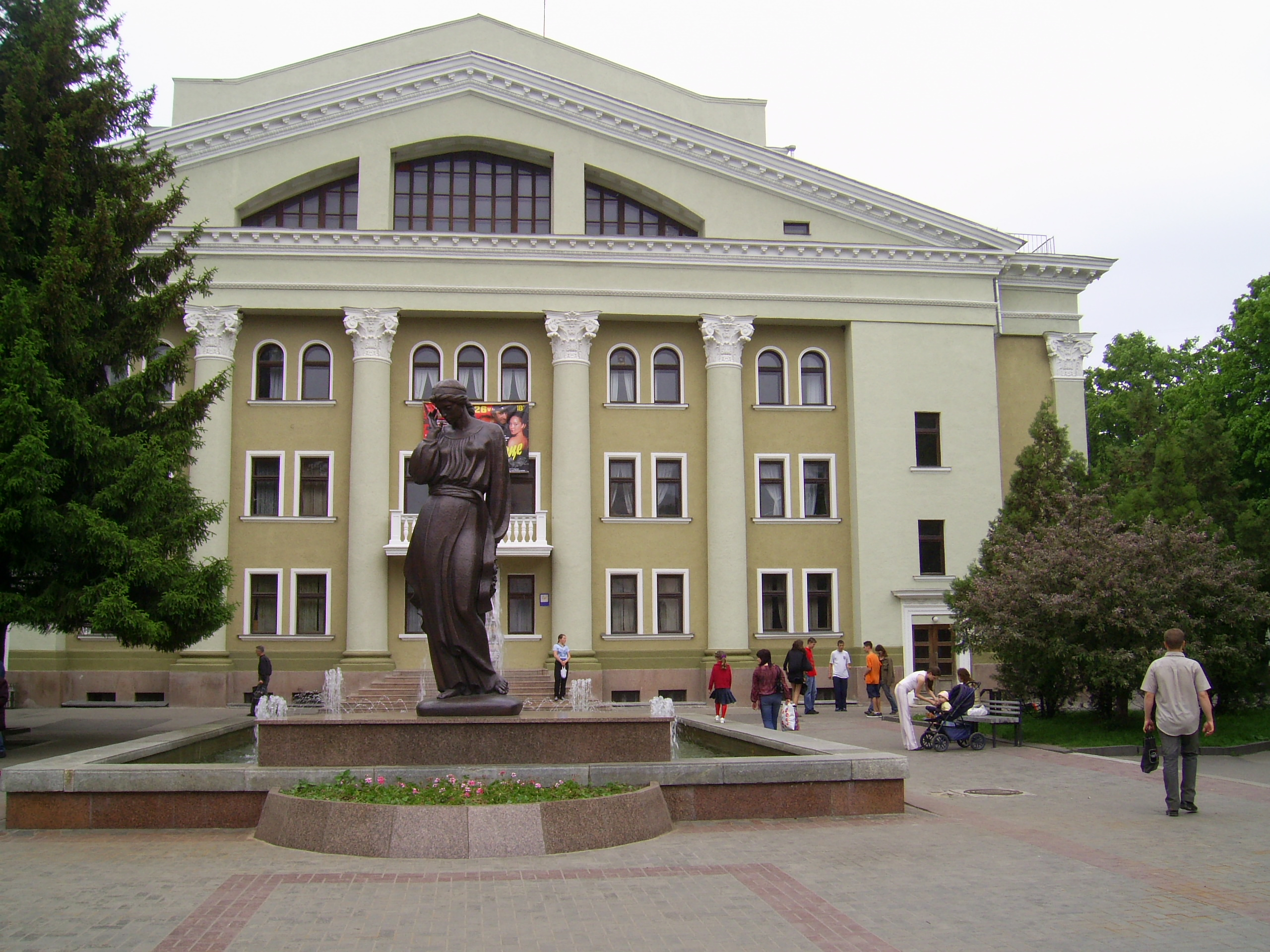
Le théâtre Gogol et sa statue à Maroussia Tchouraï, classée[10].
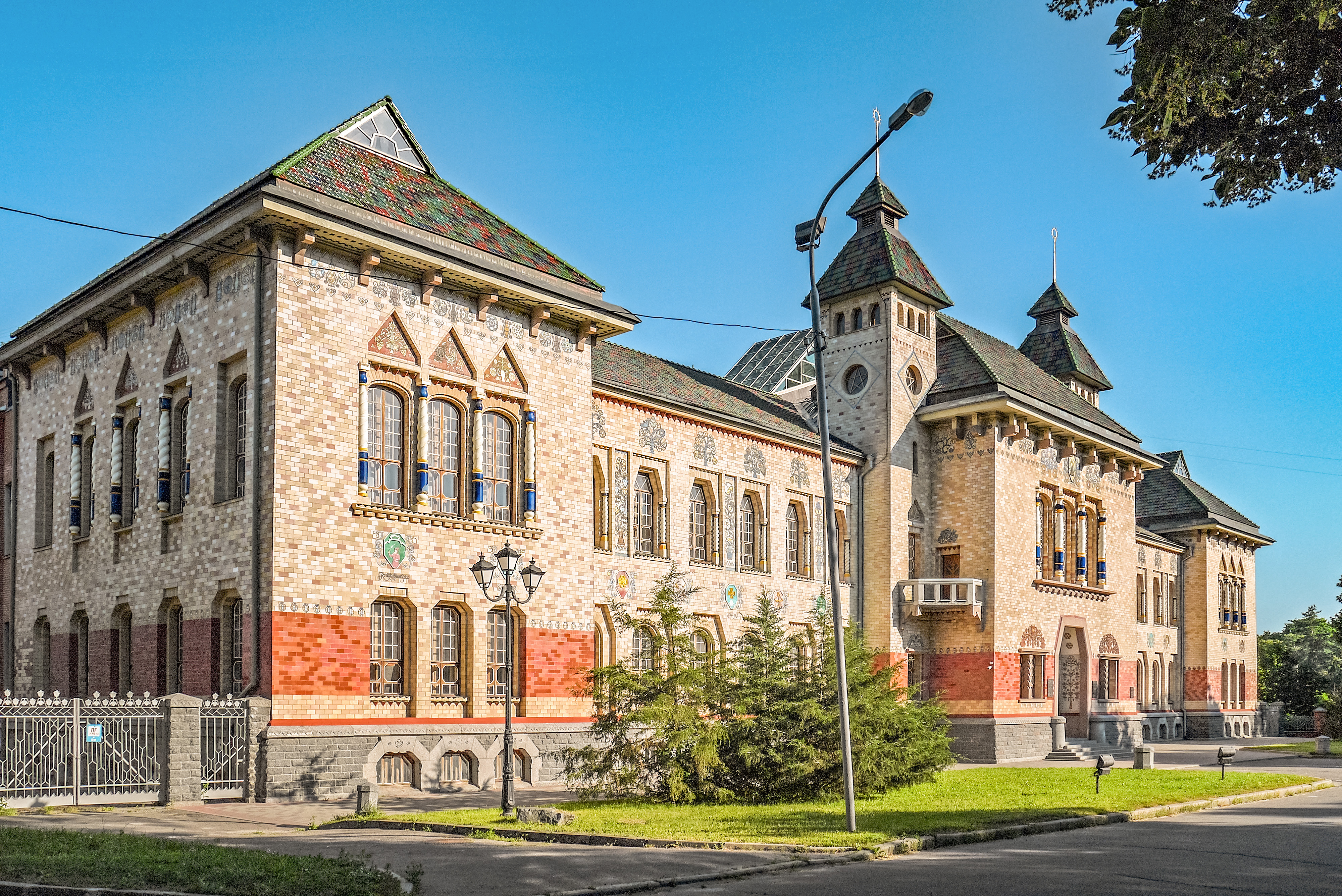
Musée ethnographique de Poltava, classé[11].
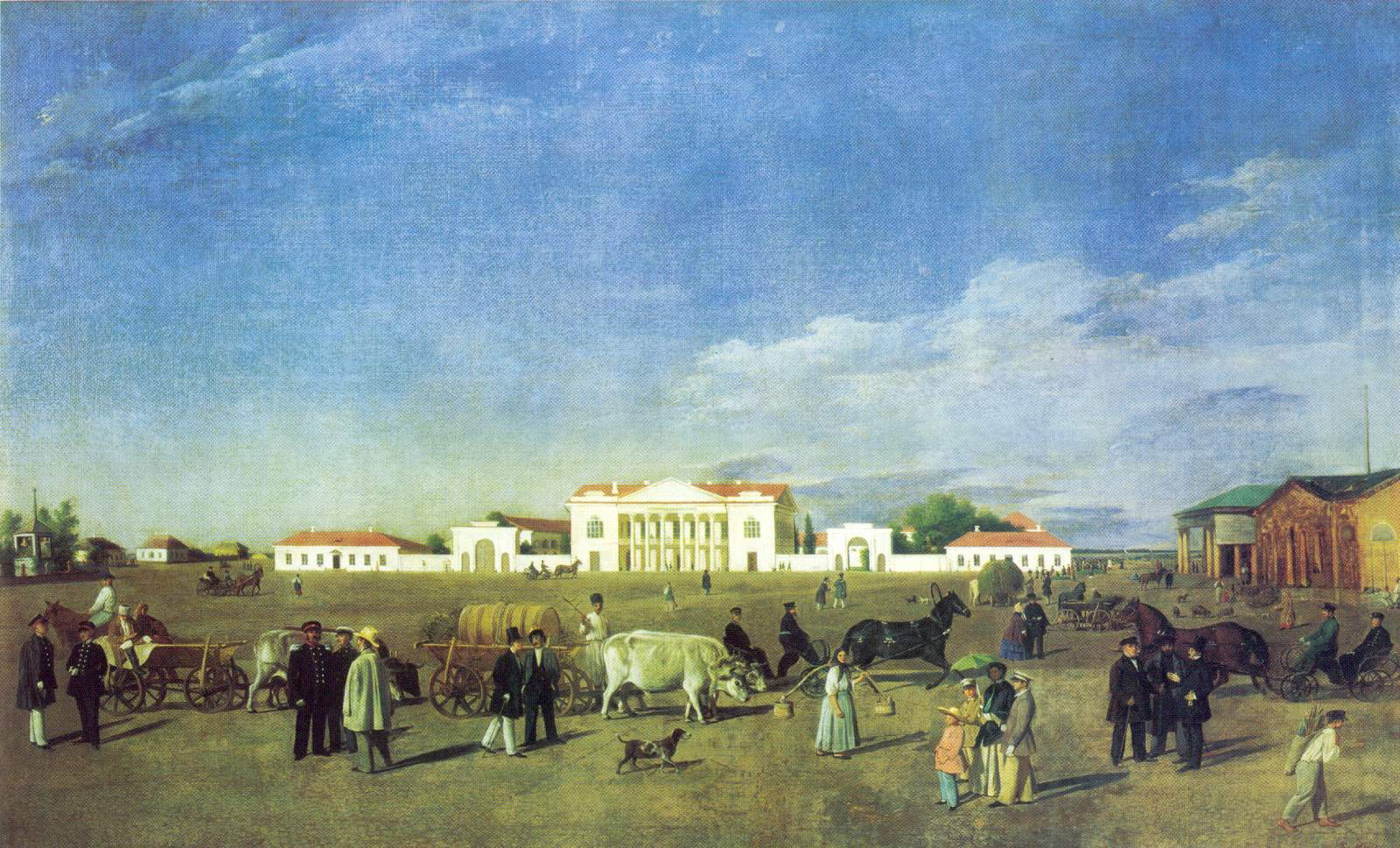
Poltava : place centrale vers 1850 par E. F. Krendovsky.
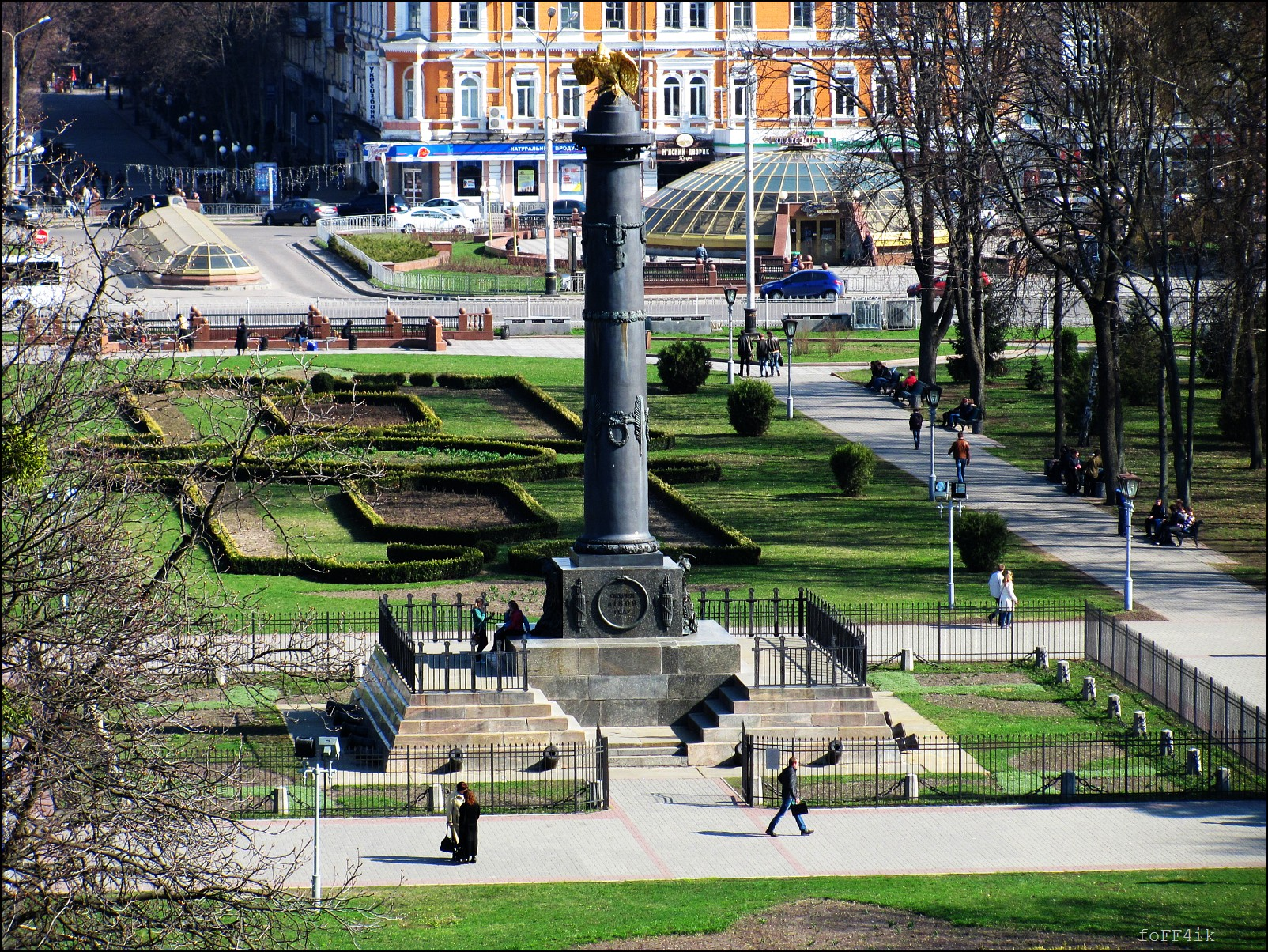
Parc d'octobre sur la place ronde à Poltava.
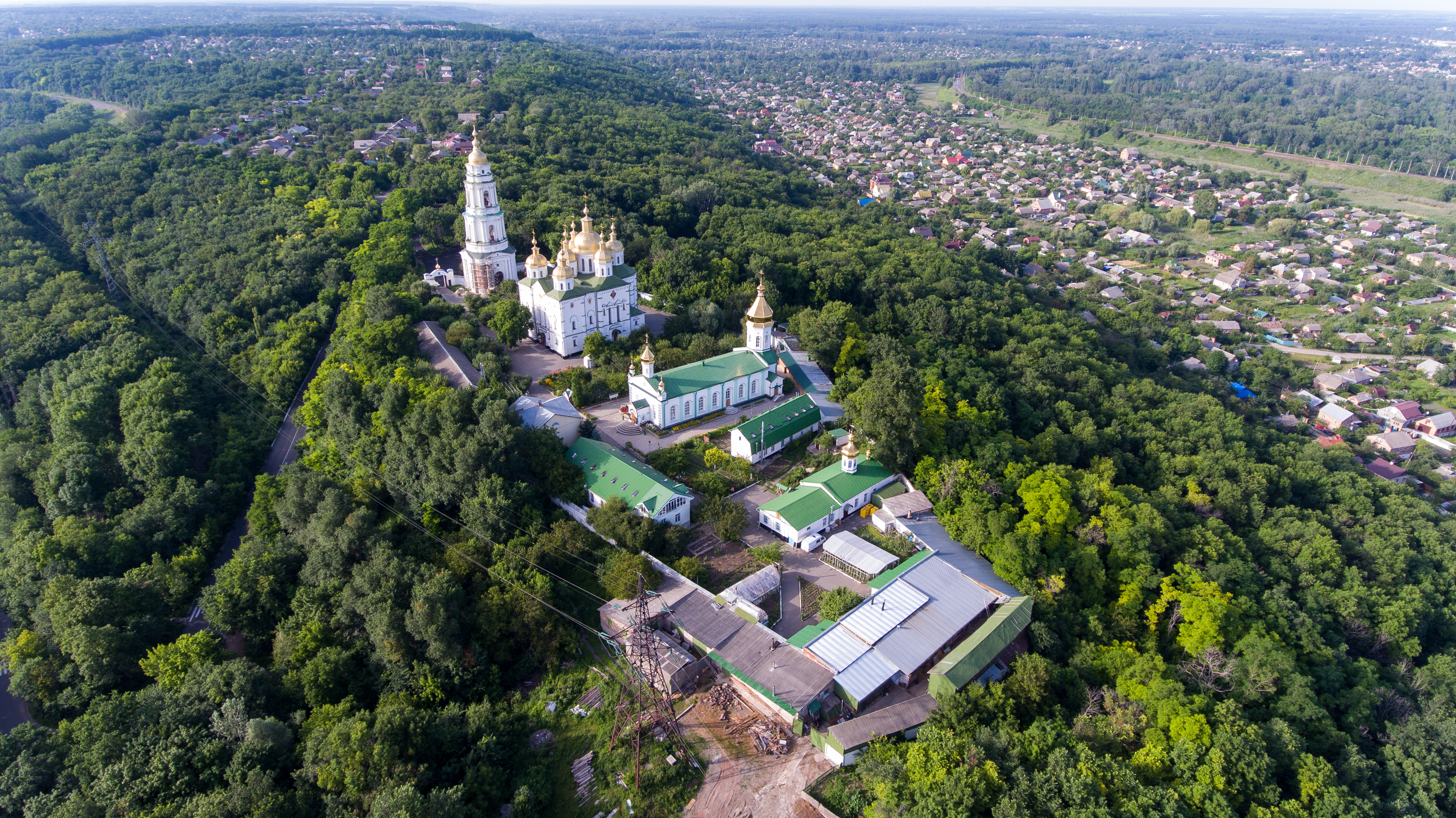
Monastère de la Sainte-Croix de Poltava.
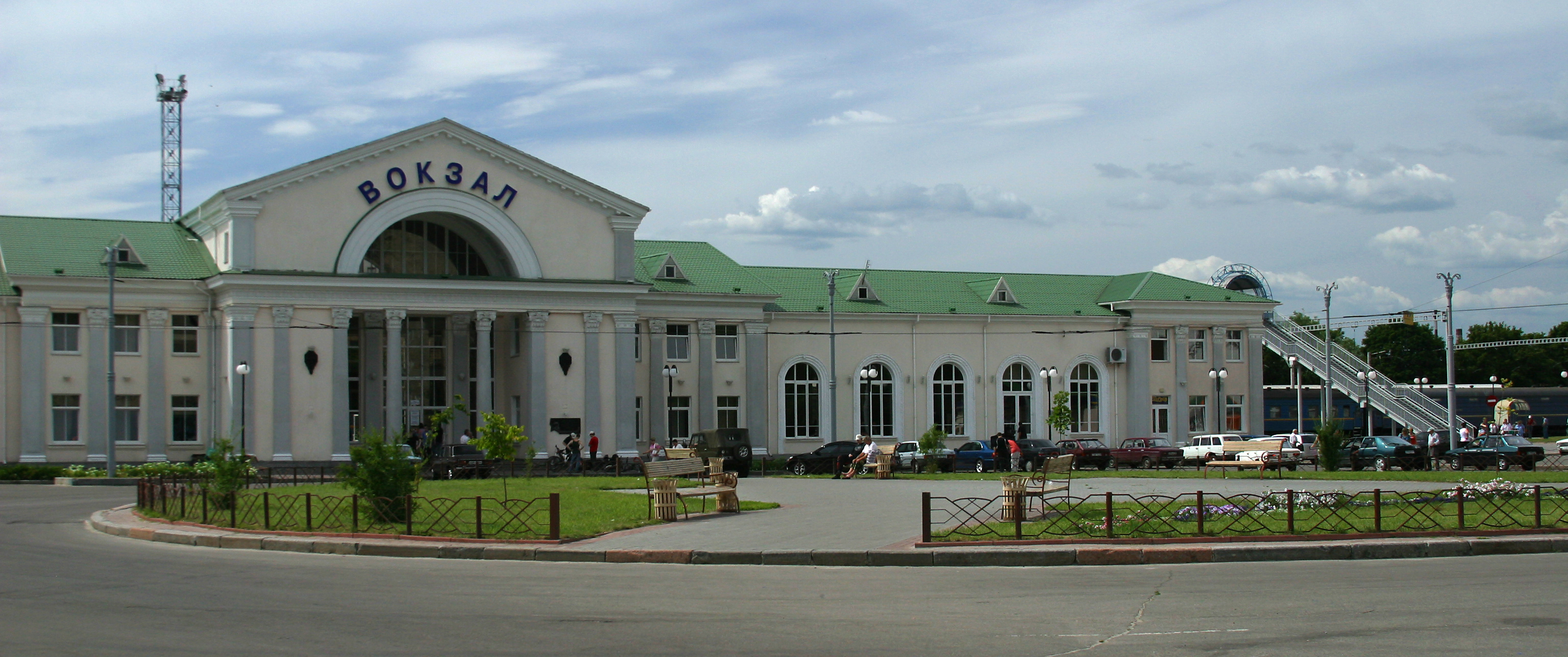
La gare ferroviaire de Poltava.
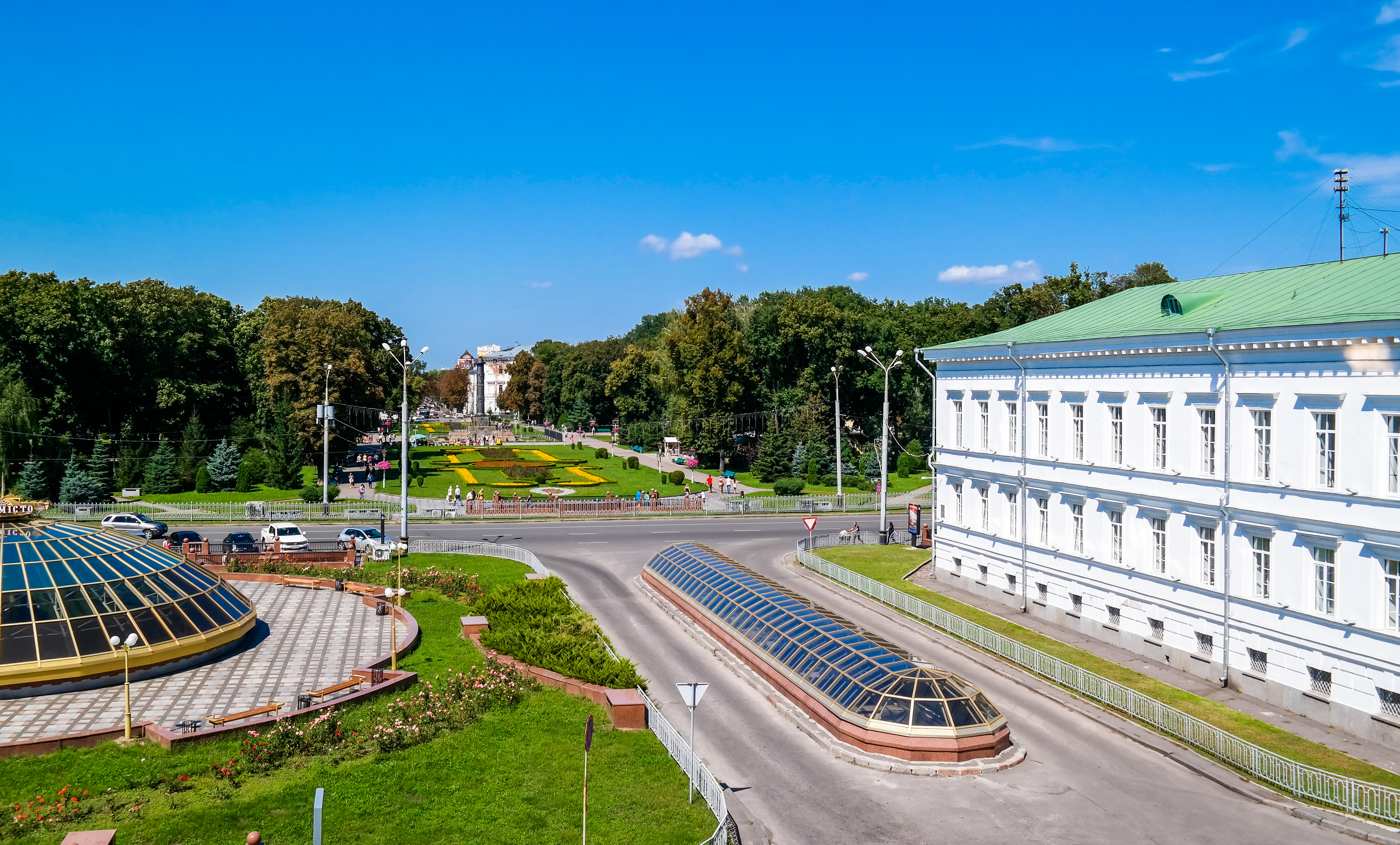
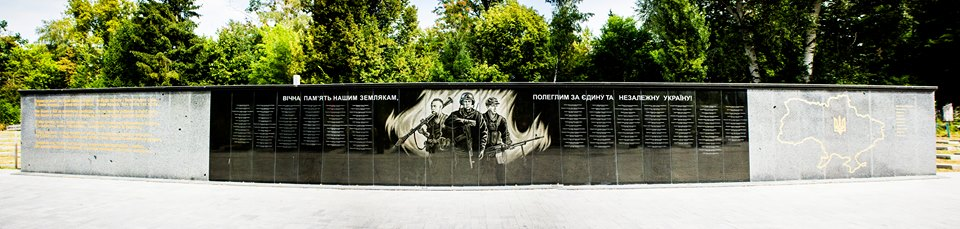
Le cimetière avec son Allée des Héros.

## Personnalités

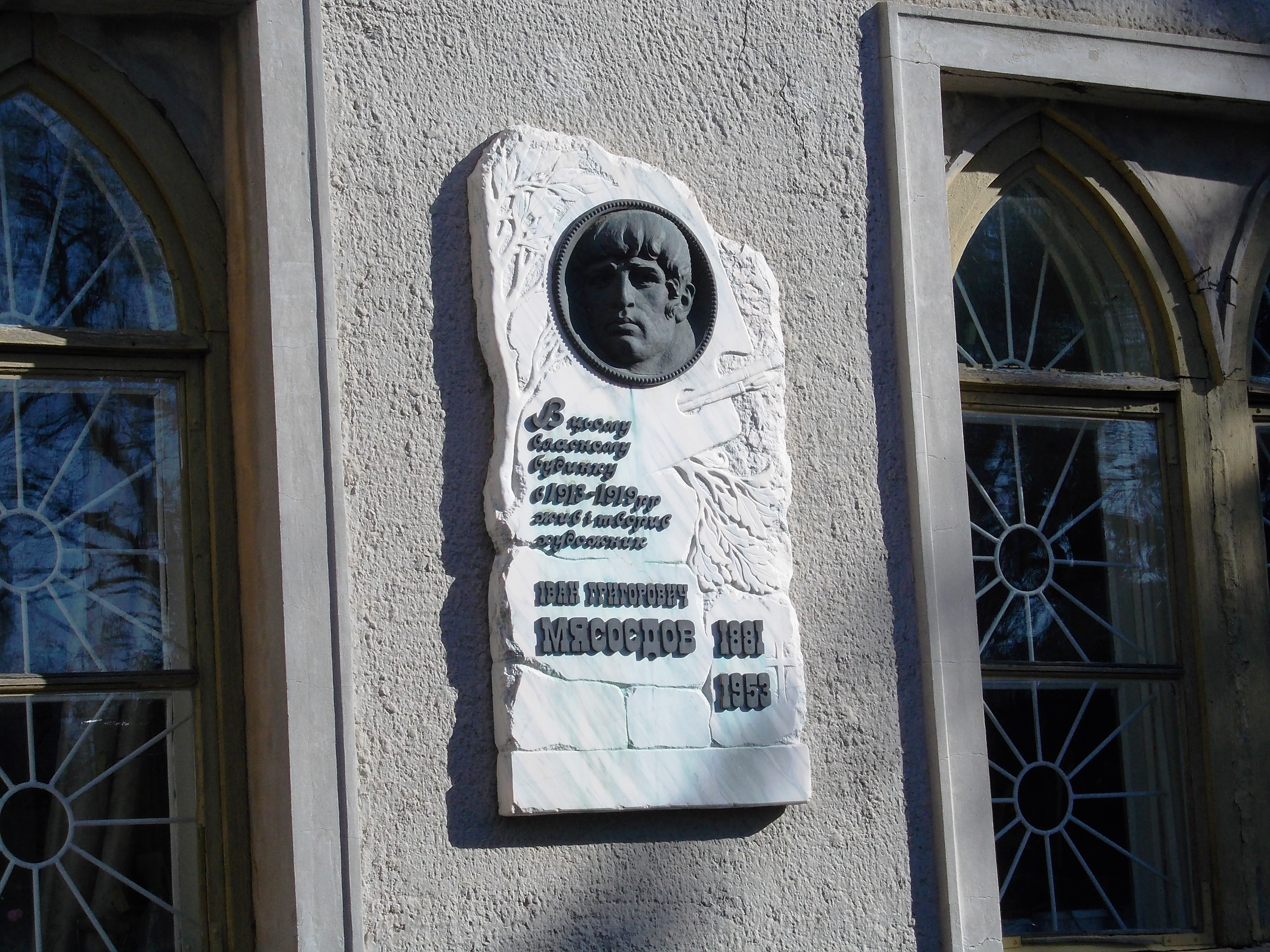
Plaque en hommage au peintre Eugen Zotov qui y fit ses études.

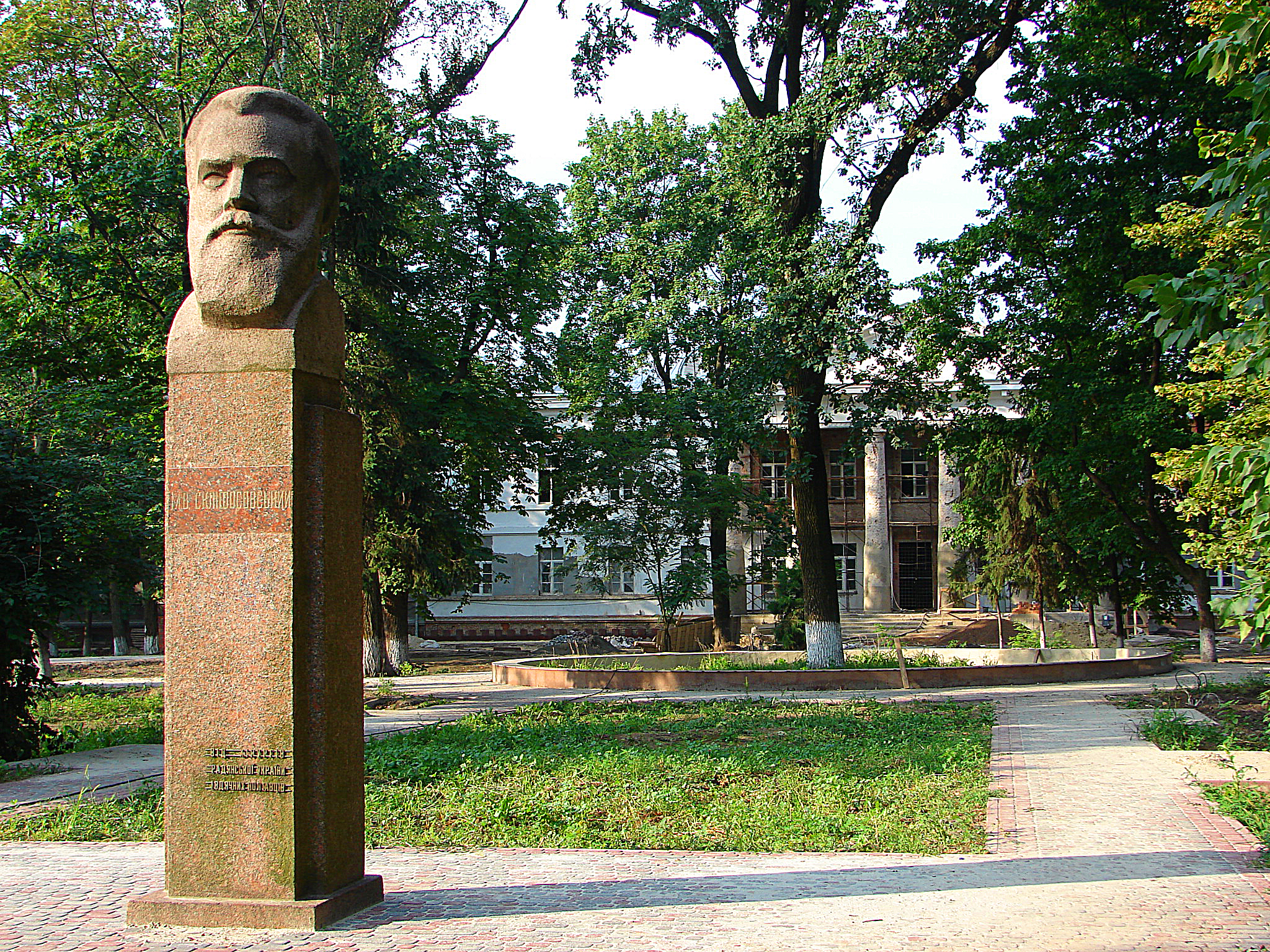
Monument au médecin Sklifossovski.

- Ivan Kotliarevsky (1769-1838) : poète et dramaturge ukrainien
- Nikolaï Yarochenko (1846-1898) : peintre russe
- Alexandre Gourvitch (1874-1954) : médecin et biologiste russe
- Anatoli Lounatcharski (1875-1933) : révolutionnaire russe et homme d'État soviétique
- Théophane de Poltava (1875-1940), de son vrai nom Vassili Dimitrievitch Bystrov, archevêque de Poltava et confesseur de la famille du tsar Nicolas II de Russie
- Gregory Chmara (1878-1970) : acteur et metteur en scène français d'origine russe
- Symon Petlioura (1879-1926) : homme politique ukrainien
- Yitzhak Ben-Zvi (1884-1963) : homme politique israélien
- Boris Schwanwitsch (1889-1957) : entomologiste russe spécialiste des papillons
- Vera Kholodnaïa (1893-1919) : actrice du cinéma muet
- Katerina Bilokour (1900-1961) : peintre d'art populaire née dans le village de Bogdanivka non loin de Poltava
- Panas Myrny : écrivain ukrainien
- Basile de Poiana Màrului, hiéromoine roumain.
- Sacha Poutria (1977-1989) : artiste ukrainienne de citoyenneté soviétique
- Rouslan Rotan (1981-) : footballeur
- Sara Satanowsky (1892-1971) : chirurgienne orthopédique en pédiatrie, directrice de la faculté de médecine de l'université de Buenos Aires. Première femme professeur de traumatologie et d'orthopédie en Argentine[12].
- Boris Zaporogetz (1935-) : peintre soviétique
- Alloise, chanteuse et actrice de télévision.